# Hadad (település)

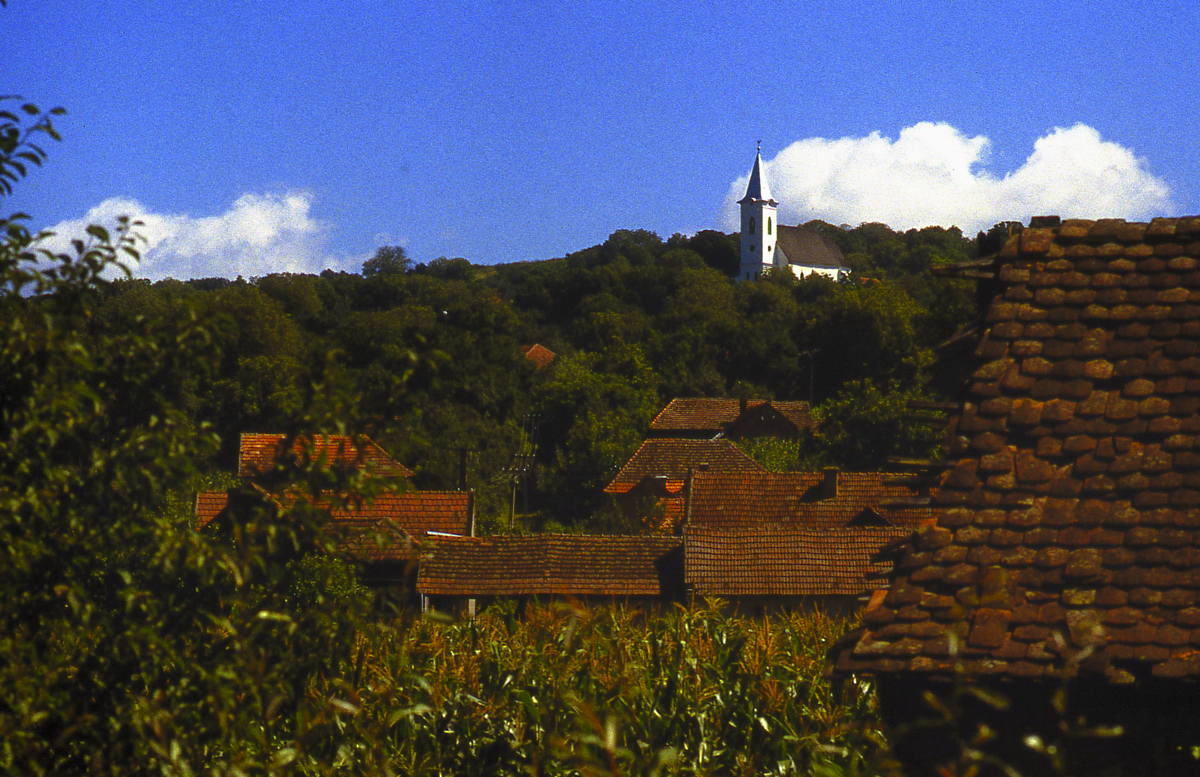
Református templom

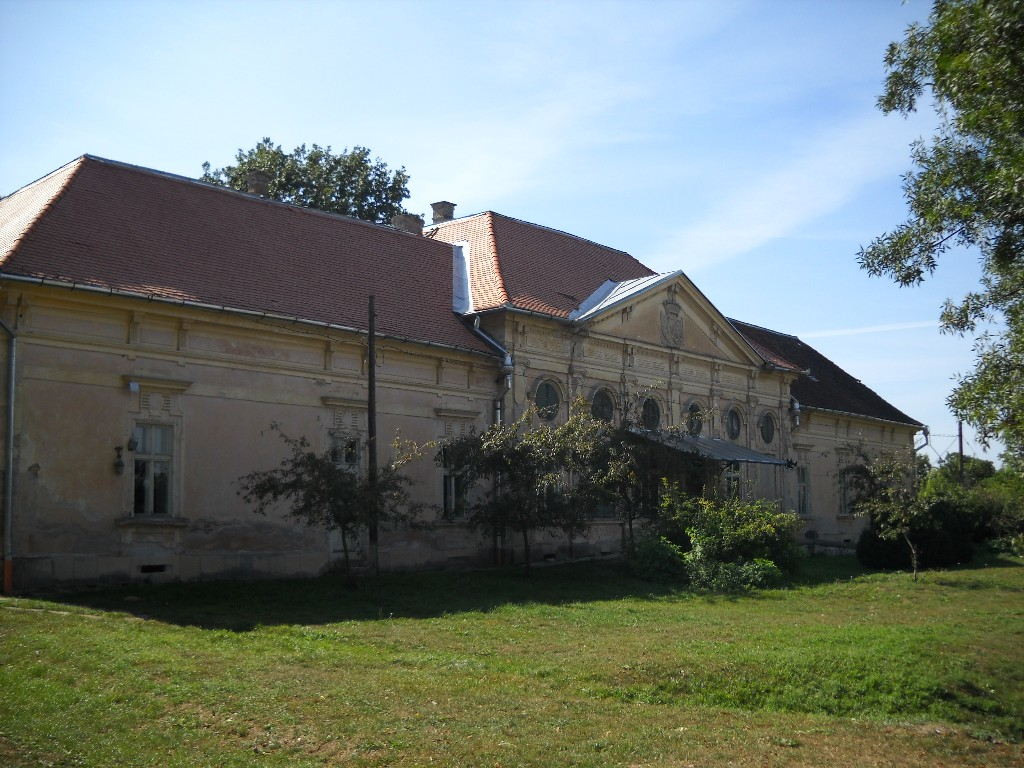
A Degenfeld-kastély

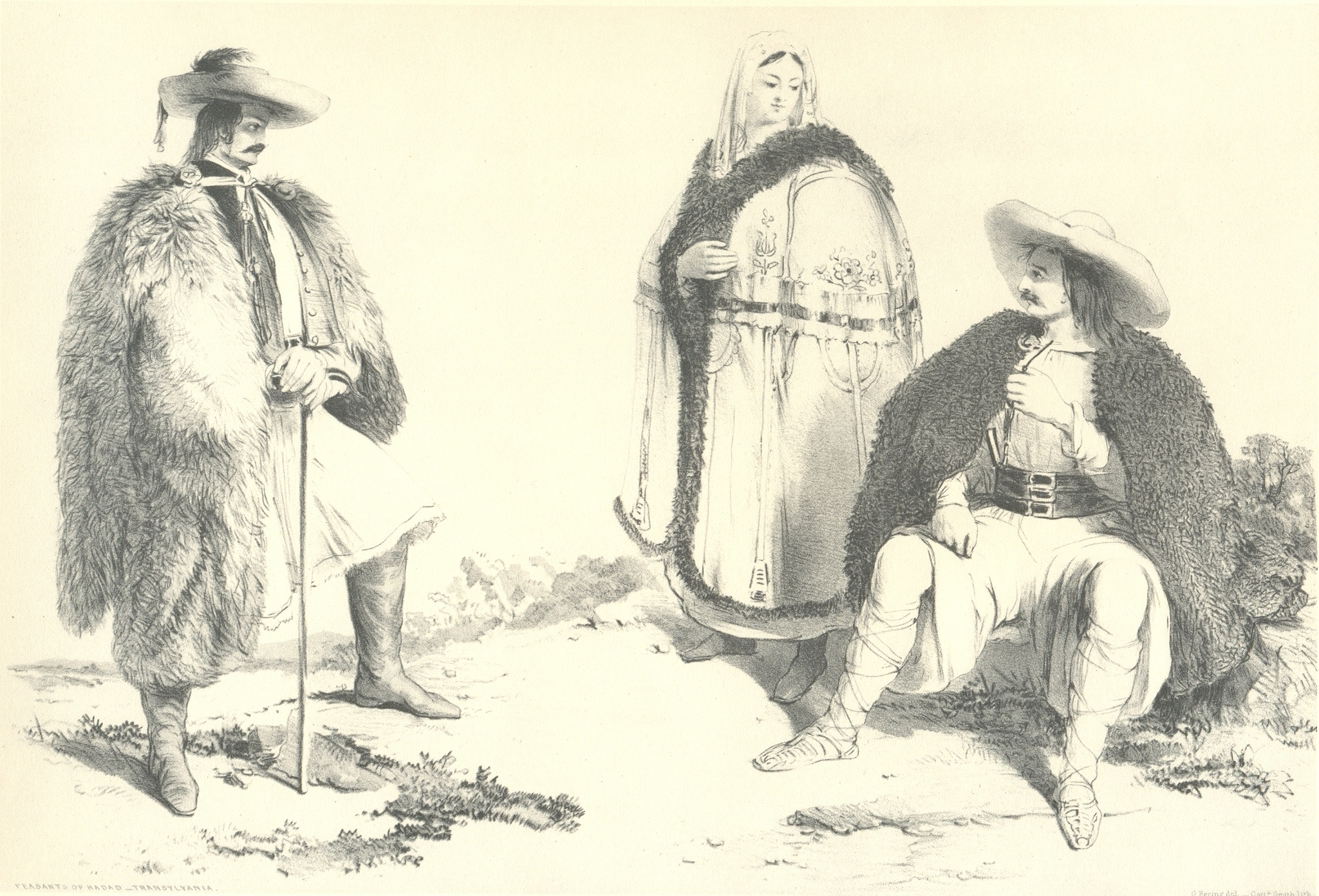
Hadadi parasztok 1838-ban

Hadad (románul Hodod, németül Kriegsdorf) falu Romániában Szatmár megyében, a Szilágyság Tövishát kistáján.

## Fekvése
Zilahtól északra, Szilágycsehtől 11 km-re nyugatra fekszik.

## Nevének eredete
1334-ban Hodod néven említik először. Valószínű, hogy a Hada személynévből ered. A román név a középkori zárt névalakot őrizte meg. Német neve tükörfordítás eredménye (Krieg 'háború').

## Története
Az 1300-as években Hadad királyi birtok volt. A királynő 1383-ban a kusalyi Jakcsoknak adományozta Bogdánd, Korond és Nádasd falvakat. Kusalyi Jakcs György és testvérei 1399-re felépítették a várat és a Szent László tiszteletére szentelt gótikus templomot. A középkorban fontos település volt, vásártartási joggal és kolostorral. Gyakran tartottak itt Közép-Szolnok vármegyei közgyűléseket. 1482-ben mezőváros. 1562. március 4-én a hadadi csatában győzte le Zay Ferenc és Balassa Menyhért királyi serege az erdélyieket, de 1564-ben János Zsigmond 12 ezer katonával visszafoglalta várát. 1584-től a Wesselényi család birtokolta a várat és a hozzá tartozó 26 falut. 1600-ban Giorgio Basta szállta meg.
A Rákóczi-szabadságharc alatt Wesselényi Pálné Béldi Zsuzsanna védte a várat a labancokkal szemben, de 1710-ben Csáky István feladta. A 18. század első felében összedőlt. A Wesselényiek az 1742-es pestisjárványban megfogyatkozott magyar lakossága mellé alemann nyelvjárást beszélő, evangélikus vallású németeket telepítettek. 1750-ben 55 háztartásból állt. 1772-ben megerősítették korábbi jogát hetivásár tartására. Közép-Szolnok, 1876-tól Szilágy vármegyéhez tartozott. 1882-től gyógyszertár működött benne. Német lakóinak többsége 1944-ben, majd az 1980-as években kivándorolt Németországba.

## Lakossága
1850-ben 1137 lakosából 622 volt magyar, 332 német, 125 román, 35 cigány és 21 zsidó nemzetiségű; 638 református, 328 evangélikus, 124 görögkatolikus, 26 római katolikus és 21 zsidó.

1900-ban 1830 lakosából 1451 volt magyar, 479 német és 189 román anyanyelvű; 1173 református, 507 evangélikus, 230 görögkatolikus, 167 zsidó és 42 római katolikus vallású.

2002-ben 912 lakosából 717 volt magyar, 72 román, 78 cigány és 44 német nemzetiségű; 692 református, 68 baptista, 56 ortodox, 56 pünkösdista és 13 római katolikus vallású.

2011-ben 887 lakosából 686 volt magyar, 48 román, 116 cigány és 18 német anyanyelvű.

## Látnivalók
- Az egykori vár szerény maradványai a falu feletti cserjésben láthatók.
- A 15. században épült gótikus református templomban festett kazettás mennyezet található, szószékét pedig Sipos Dávid készítette 1754-ben. Tornya 1900-ban épült. Az utóbbi években földcsuszamlás miatt a torony elvált a templomhajótól.
- A 18. századi, barokk evangélikus templom.
- A késő barokk Wesselényi-kastély a vár kibontott köveiből épült 1761 és 1776 között. Főhomlokzatán a család címerét Anton Schuchbauernek tulajdonítják.[6] Ma a polgármesteri hivatal működik benne.
- Az eklektikus, 19. század végi Degenfeld-kastély jelenleg táboroknak ad helyet
- A főutca 154. sz. telkén álló 19. századi műemlék csűr.
- A Wesselényi család kriptája.

## Híres emberek
- 1816-ban Wesselényi Miklós vendége volt a településen Kazinczy Ferenc.
- Itt született 1880. december 15-én Benkő Géza jogász, vármegyei főügyész, országgyűlési képviselő.
- Itt született 1888. február 26-án Ady Mariska költő, elbeszélő, Ady Endre unokatestvére.
- Itt született 1929. január 8-án Bántó István újságíró, műfordító.
- Itt született 1950. augusztus 3-án Méhes Kati, Poór Lili-díjas színésznő, előadóművésznő.

## Külső hivatkozások
- Német nyelvű honlap a településről
- A hadadi református templom (magyarul)
- Boros Ernő: Hadad – Kriegsdorf – Hodod. Szatmári Friss Újság, 1999. május 17.
- A Degenfeld család kalandos útja Svájcból Magyarországra
- Hadad magyar helynévtérképe